# تيماء أبو يمن
تيماء أبو يمن (26 حزيران 1997 - ) لاعبة المنتخب الأردني لكرة الطاولة وهي شقيقة اللاعبان زيد وسِوار أبو يمن وهي ضمن عائلة رياضية يُمارس جميع أفرادها رياضة كرة الطاولة فوالدها هو يوسف أبو يمن لاعب سابق ومدرب النادي الأرثوذكسي والمدرب الحالي للمنتخب الأردني.
بدأت تيماء أبو يمن ممارسة كرة الطاولة بعمر السادسة وإنضمت إلى صفوف المنتخب الأردني للمرة الأولى عام 2007.

## إنجازاتها
حققت أبو يمن المركز الثاني في بطولة كأس الاتحاد العربي لفئة تحت 12 عاماً في مصر عام 2007 والمركز الأول في البطولة ذاتها لفئة تحت 15 عاماً في مدينة أربيل العراقية والمركز الأول في بطولة الأردن الدولية عام 2015 والمركز الأول ببطولة غرب آسيا تحت 21 عاماً عام 2019 في الأردن والمركز الثالث بالبطولة العربية للمدارس عام 2012 في الكويت والمركز الأول في بطولة كأس الاتحاد العربي عام 2015 في الأردن.
كما حلت تيماء أبو يمن في المركز الثاني ببطولة البحرين لفئة تحت 18 عاماً في عام 2015 والمركز الثاني في بطولة الجامعات العربية في عام 2015 بسلطنة عُمان والمركز الأول في بطولة الدورة العربية للأندية النسوية في عام 2018 بالشارقة مع النادي الأرثوذكسي والمركز الثاني في ذات البطولة عام 2014  والمركز الثاني ببطولة غرب آسيا عام 2018 تحت 21 عاماً في الأردن.
وسبق لتيماء أبو يمن المشاركة في بطولة العالم لكرة الطاولة في مناسبتين عامي 2018 في السويد 2019 في المجر.